# 長狭国造
長狭国造（ながさのくにのみやつこ、ながさこくぞう）は、のちに安房国東部となる地域（長狭国）を支配した国造である。　
『先代旧事本紀』巻10の「国造本紀」には全国の国造の設置時期と任命された者らの記録があるが、この長狭国造に関する記載はなく、この国造の存在は、『古事記』神武天皇段の記載より確認される。

## 概要

### 表記
『古事記』に長狭国造と表記される。

### 祖先
- 『古事記』の神武天皇（初代天皇）の段によれば、同天皇の皇子で綏靖天皇（第2代天皇）の兄の神八井耳命が長狭国造などの祖であるという。闘鶏国造・仲国造などと同系。

### 氏族
長狭国造の氏族は不明であるが、長狭国造の後裔に長狭氏がいる（#子孫参照）ので、国造の氏族も長狭氏（ながさうじ）だった可能性がある。また姓も不明であるが、国造には全国的に直の姓を持つものが多く（国造#諸国造一覧参照）、長狭国造も直姓だった可能性がある。上記の『古事記』の内容や系図からは、意富氏（姓は臣）や都祁氏（姓は直）・道奥石城国造・常道仲国造などと同祖関係にあることが分かる。

## 本拠
国造の本拠は後の安房国長狭郡で、概ね現在の千葉県鴨川市の大部分に当たる。長狭国造の本拠地に比定されているのはその中にある広場古墳群（鴨川市。#墓参照。）である。
なお、「長狭」の名を持つ自治体としては長狭町があった。

### 支配領域
長狭国造の支配領域は当時長狭国と呼ばれていた地域である。長狭国はのちの令制国の安房国の東部（長狭郡（加茂川流域）と朝夷郡（丸山川流域））をさし、現在の千葉県鴨川市と南房総市の一部に当たる。
長狭国造が全国の国造の設置時期と任命された者らの記録がある「国造本紀」（『先代旧事本紀』巻10）に記載されていないのは、北に『日本書紀』安閑天皇元年（534年）4月条にみえる伊甚屯倉に接し、南からは阿波国造の圧迫を受けて、7世紀には勢力を失ったためと見られている。
長狭国など11国（阿波国、長狭国、須恵国、馬来田国、菊麻国、伊甚国、上海上国、武社国、下海上国、千葉国、印波国）は総国（捄国）と呼ばれたが、『古語拾遺』によれば天富命が植えた麻の育ちが良かったために、麻の別称である「総」から、「総国」（一説には「総道」）と命名したと言われている。安閑天皇元年（534年）（『帝王編年記』説）には捄国のうち長狭国を含む8国（阿波国、長狭国、須恵国、馬来田国、菊麻国、伊甚国、上海上国、武社国）が分立して上総国（上捄国）となった。この分立の時期については、毛野国から分かれた上野国と同じく「上」を冠する形式をとることから6世紀中葉とみる説もある。上総国は7世紀に令制国となった。養老2年5月2日（718年6月4日）に上総国より平群郡・安房郡（以上2郡は旧阿波国）・朝夷郡・長狭郡（以上2郡は旧長狭国）の4郡を割いて安房国を新設したが、天平13年12月10日（742年1月20日）に安房国は再び上総国に併合された。その後天平宝字元年（757年）にもとの4郡をもって安房国が再設置された。

## 氏神
『延喜式』には長狭郡の式内社は記載されておらず、かつて長狭国造が何を氏神とし、どのような神社を祀ったかは不明である。

### 墓
- 広場古墳群
千葉県鴨川市（旧長挟郡）にある古墳群。長狭国造の墓とも目される[2]。古墳時代後期になるとこの古墳群中の円墳から砂岩製の刳抜式舟形石棺が発見されている[4]。刳抜式舟形石棺の出土例は、鴨川のものが県内唯一である[4]。

## 子孫
- 長狭氏
長狭郡（上記）を根拠地とした[2]氏族。『姓氏家系大辞典. 第3巻』は「長狭国造の後裔ならん」としている。